# Liste der Kulturgüter in Stansstad
Die Liste der Kulturgüter in Stansstad enthält alle Objekte in der Gemeinde Stansstad im Kanton Nidwalden, die gemäss der Haager Konvention zum Schutz von Kulturgut bei bewaffneten Konflikten, dem Bundesgesetz vom 20. Juni 2014 über den Schutz der Kulturgüter bei bewaffneten Konflikten sowie der Verordnung vom 29. Oktober 2014 über den Schutz der Kulturgüter bei bewaffneten Konflikten unter Schutz stehen.
Objekte der Kategorien A und B sind vollständig in der Liste enthalten, Objekte der Kategorie C fehlen zurzeit (Stand: 1. Januar 2023).

## Kulturgüter
| Foto |                                                                                                 | Objekt | Kat. | Typ | Standort                                                  | Beschreibung                                                                                                |
| ---- | ----------------------------------------------------------------------------------------------- | --- | ---- | --- | --------------------------------------------------------- | --- |
| BW   | Datei hochladen · Wikidata zu Kehrsiten, neolithische Seeufersiedlung (Q29583967)               | Kehrsiten, neolithische Seeufersiedlung KGS-Nr.: 09644                                                     | A    | F   | Kehrsiten, Spichermatt 670564 / 206063                    | Teil des UNESCO-Welterbes «Prähistorische Pfahlbauten um die Alpen»                                         |
| ja   | Datei hochladen · Wikidata zu Schnitzturm (Q2248220)                                            | Stansstad, mittelalterliche Befestigung (Teller / Palisaden inkl. Schnitzturm mit Vorplatz) KGS-Nr.: 09646 | A    | F/G | Hafeneinfahrt, Stansstad, Fischergasse 19 668400 / 203708 | |
| ja   | Datei hochladen · Wikidata zu Kapelle St. Maria in Linden (Q29786226)                           | Kapelle St. Maria in Linden KGS-Nr.: 04228                                                                 | B    | G   | Kehrsiten, Hostettli 15 670532 / 205877                   | |
| ja   | Datei hochladen · Wikidata zu Schiffstation (Q29786228)                                         | Schiffsstation KGS-Nr.: 04229                                                                              | B    | G   | Dorfplatz 3 668301 / 203657                               | |
| BW   | Datei hochladen · Wikidata zu Hotel 1 (Palace Hotel), Bürgenstock - Teil Stansstad (Q121872651) | Hotel 1 (Palace Hotel), Bürgenstock KGS-Nr.: 16831                                                         | B    | G   | Bürgenstock 19 671634 / 205533                            | Objekt liegt teilweise auf dem Gemeindegebiet von Stansstad (KGS-Nr. 16831) und von Ennetbürgen (Nr. 12252) |
| BW   | Datei hochladen                                                                                 | Hotel 2 (Gübelin-Bazar), Bürgenstock KGS-Nr.: 16832                                                        | B    | G   | Bürgenstock 15 671556 / 205517                            | Objekt liegt teilweise auf dem Gemeindegebiet von Stansstad (KGS-Nr. 16832) und von Ennetbürgen (Nr. 12253) |
| BW   | Datei hochladen                                                                                 | Hotel 3 (Club, neu: Alpine Spa), Bürgenstock KGS-Nr.: 16833                                                | B    | G   | Bürgenstock 11 671411 / 205461                            | Objekt liegt teilweise auf dem Gemeindegebiet von Stansstad (KGS-Nr. 16833) und von Ennetbürgen (Nr. 12254) |
| BW   | Datei hochladen · Wikidata zu Speicher Allmend (Q121767980)                                     | Speicher Allmend KGS-Nr.: 17013                                                                            | B    | G   | Obbürgen, Gruobli 1.4 671408 / 203969                     | |
| ja   | Datei hochladen · Wikidata zu Sustgebäude (Q121768770)                                          | Sustgebäude KGS-Nr.: 17014                                                                                 | B    | G   | Dorfplatz 1 668359 / 203575                               | |
| BW   | Datei hochladen · Wikidata zu Kaplanei (Q121769668)                                             | Kaplanei KGS-Nr.: 17015                                                                                    | B    | G   | Hostettli 13 670523 / 205855                              | |
| BW   | Datei hochladen · Wikidata zu Wohnhaus Mattli mit Scheune (Q121769994)                          | Wohnhaus Mattli mit Scheune KGS-Nr.: 17016                                                                 | B    | G   | Mattli 12, 12.1 670488 / 205753                           | |
| BW   | Datei hochladen · Wikidata zu Wohnhaus (1900) (Q121770404)                                      | Wohnhaus KGS-Nr.: 17017                                                                                    | B    | G   | Lochmatt 1 669822 / 203721                                | |
| BW   | Datei hochladen · Wikidata zu Wohnhaus Salacher (Q121770623)                                    | Wohnhaus Salacher KGS-Nr.: 17018                                                                           | B    | G   | Salacher 1 670598 / 204273                                | |
| BW   | Datei hochladen · Wikidata zu Garderobengebäude - Teil Stansstad (Q121870064)                   | Garderobengebäude KGS-Nr.: 17019                                                                           | B    | G   | Bürgenstock 671295 / 205418                               | Objekt liegt teilweise auf dem Gemeindegebiet von Stansstad (KGS-Nr. 17019) und von Ennetbürgen (Nr. 17020) |
| BW   | Datei hochladen · Wikidata zu Wohnhaus (Q121770822)                                             | Wohnhaus KGS-Nr.: 17030                                                                                    | B    | G   | Stegmatt 1 669449 / 203270                                | |
| BW   | Datei hochladen · Wikidata zu Bauernhaus Dönnimatt (Q121771069)                                 | Bauernhaus Dönnimatt KGS-Nr.: 17067                                                                        | B    | G   | Dönnimatt 1 670108 / 203874                               | |